# Asociación de Mujeres Artistas de Puerto Rico
Mujeres Artistas de Puerto Rico, Inc., fue una organización puertorriqueña sin fines de lucro que funcionó entre 1983 y 1996. Conocida también como la Asociación de Mujeres Artistas de Puerto Rico y abreviada como "MAPR", agrupó artistas puertorriqueñas, latinoamericanas y caribeñas residentes en Puerto Rico. Entre ellas artistas gráficas, pintoras, dibujantes, escultoras, ceramistas, fotógrafas, caricaturistas, cinematógrafas, críticas, historiadoras del arte y artistas de los medios mixtos. 

## Historia
Mujeres Artistas de Puerto Rico, Inc. fue una corporación sin fines de lucro que agrupó artistas puertorriqueñas, latinoamericanas y caribeñas residentes en Puerto Rico durante los años 1983 al 1994 con la intención de gestar visibilidad a la expresión plástica de las mujeres, atender problemas y preocupaciones comunes, establecer puntos de contacto, similitudes y preocupaciones como mujeres y artistas en Puerto Rico. Esta organización de mujeres fue originada ante el vacío de investigación y publicación histórica del arte institucional que en ese momento se vivía en Puerto Rico lo que, a su vez, incidía negativamente en la visibilidad del trabajo plástico de muchas mujeres artistas. La década del 1980 representaba un momento histórico crítico ante la coyuntura del estatus colonial en la relación de Puerto Rico con los Estados Unidos de América que comenzaba a mostrar sus fracturas y a generar inestabilidad económica, política y social, enmarcado dentro de la Guerra Fría como escenario internacional.

Según la historiadora Marianne de Tolentino, la Asociación de Mujeres Artistas de Puerto Rico como grupo formalmente constituido:
"implicaba fuerza cuantitativa y cualitativa, en segundo lugar, sugería la necesidad de defenderse, individual y colectivamente, por una cierta discriminación del sexo impropiamente llamado "débil".
Durante ese período de inestabilidad política y social, en el arte se comienzan a generar rupturas con la "Generación del 50", una generación de artistas auspiciada por el gobierno del Estado Libre Asociado de Puerto Rico que había asumido la identidad puertorriqueña como estandarte discursivo influido por el realismo social latinoamericano. Para esta nueva década de los ochenta, la Abstracción había calado hondo en el lenguaje plástico de muchos artistas en Puerto Rico, al tiempo que comenzaban a desarrollarse voces importantes para la plástica puertorriqueña desde las comunidades en la diáspora en los Estados Unidos de América, principalmente Chicago y Nueva York.
Para el 1990, cuatro años antes de su desaparición, la MAPR tenía entre sus metas alcanzar reconocimiento nacional e internacional, estrechar vínculos con el arte latinoamericano, fortalecer sus recursos económicos para becas y viajes de estudios y desarrollar una galería cooperativa de arte que ofreciera talleres de pintura, escultura y cerámica. 
En el 1991, la socióloga feminista y doctora en Filosofía, Margarita Ostolaza Bey, escribió para el periódico El Nuevo Día:  

Mujeres Artistas de Puerto Rico, Inc. ha sido un vehículo de encuentro y crecimiento personal y profesional para sus cuarenta asociadas. Ha sido un vehículo de enriquecimiento en las relaciones humanas y profesionales, de desarrollo de destrezas organizativas y de liderato, de ampliación y profundización en el conocimiento y trabajo de las artes. Ha sido un espacio permanente y libre para alcanzar logros y compartir éxitos.

Sin embargo, no todos los críticos favorecieron la labor de la MAPR. En el 1993, el periodista cultural y crítico de arte Enrique García Gutiérrez escribió:.

La asociación debe decidir si su interés principal está en promover un buen arte puertorriqueño (indiferentemente de que sexo lo produce), o si va a ser (o seguir siendo) un club donde ser mujer se presente al público su producción, indiferente al hecho que en varios casos no supera la calidad de participantes en las artes o la de un pasatiempo personal.

## Objetivos y actividades
Los objetivos de Mujeres Artistas de Puerto Rico fueron: 
- Promover el desarrollo profesional y personal de las artistas mujeres en Puerto Rico[11]
- Fomentar la unidad de acción entre el grupo de mujeres que trabajan en las artes plásticas
- Promover actividades gratuitas que eduquen e inviten al diálogo comunitario
- Establecer preocupaciones comunes y responsabilidades en cada una sobre los predicamentos de ser mujer y artista dentro de la condición particular de la sociedad puertorriqueña
- Promover el desarrollo del arte y la identidad cultural puertorriqueña.

Con la intención de alcanzar estos objetivos, la MAPR organizó durante más de 10 años consecutivos conferencias sobre temas feministas e históricos así como sobre los problemas y manifestaciones de la mujer en las artes, organizó tertulias y gestó presentaciones de películas y documentales de contenido histórico social femenino. Según fue evolucionando en el tiempo, la MAPR se movió hacia unos objetivos educativos y formativos de la membresía, ofreciendo talleres de mejoramiento profesional hacia un mayor envolvimiento con la comunidad. Hacia estos fines, la MAPR gestó exposiciones y demostraciones en centros culturales en distintos pueblos de la Isla de Puerto Rico. Además, se involucró en actividades de denuncia a los problemas sociales que afectaban a las mujeres en general, problemas ambientales y ecológicos así como situaciones culturales y participó activamente en demostraciones públicas y marchas. Igualmente, la MARPR brindó apoyo público a los grupos que representaban estos intereses.

## Exhibiciones
Desde el 1983, la MAPR organizó y celebró exhibiciones anuales. Estas exhibiciones recibieron acogida del público, de la prensa y de la crítica de arte. Tanto la celebración de estas exhibiciones como la generación de catálogos y otras publicaciones que acompañaron estas muestras de arte han contribuido a la investigación y recopilación de datos sobre las mujeres artistas que fueron parte integral de la historia del arte en Puerto Rico para esas fechas. En una década de gestión, la MAPR se perfiló como una fuerza cultural de envergadura y como un movimiento de reafirmación a apoyo. Además de organizar una exhibición anual dedicada a las 
- noviembre de 1983. Women Artists from Puerto Rico. Curada por Susana Torruella Leval. Galería Cayman, Broadway, New York, NY, EE. UU.[12][13][14]
- julio de 1984. Women Artists from Puerto Rico. Curada por Susana Torruella Leval. Pontiac Art Center, Míchigan, EE. UU.
- marzo de 1984. Exhibición en celebración a la Semana de la Mujer. Plaza Las Américas, Hato Rey, Puerto Rico.
- febrero de 1986.  Cogidas de la Mano: Mujeres Artistas de Puerto Rico. Museo de Bellas Artes, San Juan, Puerto Rico. Ensayo de Margarita Fernández Zavala y diseño de Yolanda Fundora.[15]
  - 1.er Foro: Invitación al Diálogo: La Mujer en las Artes. Panelistas: Petra Bravo, Nemir Matos, Vanessa Droz, Angela María Dávila
  - 2.º Foro: Invitación al Diálogo: La Mujer en las Artes. Panelistas: Olga Nolla, Margarita Fernández Zavala
- marzo de 1986. Colectiva. Galería de la Universidad Interamericana de Puerto Rico. Ensayo de Noemí Ruiz.
- marzo de 1986. Exhibición en celebración a la Semana de la Mujer. Plaza Las Américas, Hato Rey, Puerto Rico.
- abril de 1986. Colectiva de Mujeres Artistas de Puerto Rico. Galería de Arte, Edificio Chardón, Recinto Universitario de Mayagüez, Puerto Rico.
- octubre de 1986. Encuentro de Ceramistas Contemporáneás de América Latina. Museo de Arte de Ponce, Puerto Rico.
- marzo de 1988. Exhibición en celebración a la Semana de la Mujer. Plaza Las Américas, Hato Rey, Puerto Rico.
- mayo de 1988. Growing Beyond: Women Artists from Puerto Rico.[16] Dirección de Bélgica Rodríguez. Museo de Arte Moderno de América Latina. Organización de Estados Americanos, Washington D. C., EE. UU.[17]
- junio a septiembre de 1988. Growing Beyond: Women Artists from Puerto Rico. Curada por Rafael Colón Morales. El Museo del Barrio, New York, N.Y., EE. UU.[18]
- septiembre a octubre de 1988. Rebasando límites: Mujeres Artistas de Puerto Rico. Dirección de Emilia Vallecillo. Curada por Susana Torruella Leval. Galería Caribe, San Juan, Puerto Rico.
- marzo de 1989. Exhibición en celebración a la Semana de la Mujer. Plaza Las Américas, Hato Rey, Puerto Rico.[19]
- noviembre de 1989. Mujeres en las Artes. Galería de Arte de la Universidad Interamericana, Recinto Metro, San Juan, Puerto Rico.
- marzo de 1990. Exhibición en celebración a la Semana de la Mujer. Plaza Las Américas, Hato Rey, Puerto Rico.
  - Presentación de videos documentales sobre las artistas participantes.
- mayo a junio de 1990. Mujeres Artistas: Protagonistas de los Ochenta. Curada por Marianne de Tolentino y Myrna Rodríguez Vega. Museo de las Casas Reales, Santo Domingo, República Dominicana.[20]
- septiembre de 1990. AMA coordina varias de las exposiciones del IX Festival de Arte Contemporáneo. Plaza Las Américas, Hato Rey, Puerto Rico.
- agosto a septiembre de 1991. Mujeres Artistas de Puerto Rico. Centro Cultural Luis Muñoz Rivera, Barranquitas, Puerto Rico.
  - Presentación de videos documentales, Taller con niños, Charlas educativas.
- enero de 1991. La AMA recibe el Premio al Mejor Catálogo de exposición por "Mujeres Artistas de Puerto Rico: Protagonistas de los Ochenta" de la mano de la Asociación de Críticos de Arte, Capítulo de Puerto Rico.
- febrero de 1991. 9/9 Imprimiendo. Liga de Arte de San Juan, San Juan, Puerto Rico.[21]
- febrero a junio de 1991. Hilvanando Imágenes. Dirección de María Elba Torres. Galería Normandie. San Juan, Puerto Rico. Ensayo de Margarita Ostolaza Bey.[22]
- marzo de 1991. Exhibición en celebración a la Semana de la Mujer. Plaza Las Américas, Hato Rey, Puerto Rico.
  - Presentación de piezas de video documental y video-arte:
    - Sonia Fritz. Imágenes del Silencio.
    - María de Mater O'Neill. Flamenco. Metrópolis.
    - Frieda Medin. Aurelia.
- marzo de 1992. Exhibición en celebración a la Semana de la Mujer. Plaza Las Américas, Hato Rey, Puerto Rico.
  - Foro: Encuentro de Mujeres Creadoras. Participan: Mayra Santos Febres, Leida Santiago, Viveca Vázquez, Coqui Santaliz, Nemir Matos, Enid Route, María de Mater O'Neill y Graciela Rodríguez.
- mayo de 1992. Nueve Mujeres: cerámica y gráfica. Librería Hermes, Condado, Puerto Rico.
- septiembre de 1992. El Encuentro: Esculturas. En saludo al simposio de escultoras de la Universidad de Puerto Rico. Galería Botello, San Juan, Puerto Rico.
- octubre de 1992. Nuestro Autorretrato: Mujeres Artistas de Puerto Rico. Museo de Arte Contemporáneo de Puerto Rico, San Juan, Puerto Rico.[23]
  - Presentación del Performance: 'Kan't Translate' de la artista Viveca Vázquez.
  - Serie de Conferencias.
- marzo de 1993. Exhibición en celebración a la Semana de la Mujer. Plaza Las Américas, Hato Rey, Puerto Rico.
  - Serie de Conferencias.
- marzo de 1993. Nuestro Autorretrato: Mujeres Artistas de Puerto Rico. Museo de Arte de Ponce, Ponce, Puerto Rico.[24]

## Artistas participantes
- Myrna Arocho
- Myrna Báez
- Ilia Benet
- Clarissa Biaggi
- Sylvia Blanco
- Carmen Inés Blondet
- Analida Burgos
- Ada Carmona
- Rebecca Castrillo
- Lorraine de Castro
- Rita Cebollero
- Marina Clinchard
- Alison Daubercies
- Diana Dávila
- Marie Díaz Pérez
- Gloria Duncan
- Susana Espinosa
- Ilka Esteva
- Margarita Fernández Zavala
- Gloria Florit
- Yolanda V. Fundora
- Mari Gamundi
- Evelyn García
- Sandra Golberg
- Consuelo Gotay
- Toni Hambleton
- Rosita Haeussler
- Anaida Hernández
- Carmen Esther Hernández
- Susana Herrero Kunhardt
- Rosa Irigoyen
- Haydée Landing
- Lizzette Lugo
- Mayann MacKinnon
- María de Mater O'neill
- Nadia Martín
- Frieda Medín
- Lisa Miranda Johnson
- Maribel Muñoz
- María Antonia Ordóñez
- Betsy Padín
- Marta Pérez Morales
- Sylvia Passalacqua
- María Luisa Penne de Castrillo
- María Elena Perales
- Delta Picó
- Mercedes Quiñones
- Sandra Reus
- Ana Delia Rivera
- María Dolores Rodríguez
- Nora Rodríguez Vallés
- Noemí Ruíz
- Zilia Sánchez
- María Emilia Somoza
- Isabel Vázquez
- Miriam Zamparelli